# Amfleet
Az Amfleet az 1970-es évek végén és az 1980-as évek elején a Budd Company által az Amtrak amerikai vállalat számára épített egyszintes, távolsági vasúti személykocsija. A Budd az Amfleet konstrukcióját a korábbi Metroliner elektromos motorvonataira alapozta. Az 1973-as kezdeti, 57 kocsira szóló, az északkeleti folyosón közlekedő Metrolinerek kiegészítésére szóló megrendelésből két, összesen 642 kocsira szóló megrendelés lett, amely elegendő volt az északkeleti folyosó összes járatának és az Egyesült Államok számos más útvonalának kocsijainak lecserélésére. Az Amfleet I néven ismert, 1975 és 1977 között elkészült első 492 kocsit rövid távú szolgáltatásra tervezték. Az Amfleet II néven ismert, 1980 és 1983 között elkészült 150 kocsiból álló második rendelés hosszú távú szolgáltatásra készült. Ezek voltak a Budd által gyártott utolsó távolsági személykocsik.
A kocsitípusok között hosszú és rövid távú távolsági kocsik, kávézók, klubkocsik és társalgók egyaránt szerepelnek. A kocsik megépítése óta a többszöri átépítés során a klubkocsikat és a társalgókat megszüntették a business osztályú kocsik, a klub-étkezők és a "diner-lite" étkezőkocsik javára. Az Amtrak az 1970-es években kísérletezett hálókocsik átalakításával, de nem folytatta az ötletet. Az Amfleet I-es kocsi mindkét végén előcsarnok van a gyorsabb beszállás érdekében, míg az Amfleet II-es kocsiban csak egy előcsarnok van. Az Amfleet II-nek valamivel nagyobb ablakai is vannak.
Az Amfleetek voltak az Amtrak által megrendelt első új, mozdonyvontatású távolsági kocsik, és az első ilyen kocsik, amelyeket 1965 óta az Egyesült Államokban építettek. Bevezetésük az 1970-es évek közepén az Amtrak vonatainak megbízhatóságának javulásához és az utasszám növekedéséhez vezetett. 2023-tól az Amfleet kocsikat széles körben használják az Egyesült Államok keleti és középnyugati részén, és az Amtrak egyszintes flottájának gerincét alkotják. 2021-ben az eredeti 642 kocsiból még 569 volt forgalomban.

## Háttér

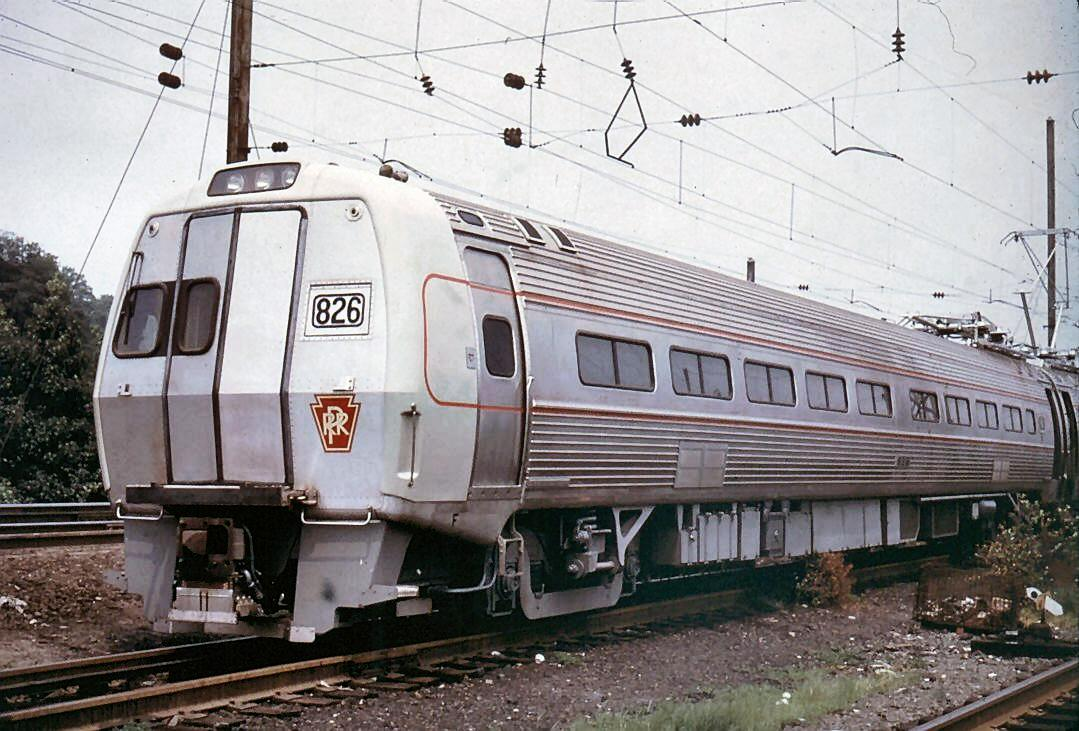
A Budd Metrolinerek képezték az Amfleet tervezésének alapját

Az Amtrak 1971. május 1-jén vette át az Egyesült Államokban a magánszektor szinte teljes személyszállító vasúti személyszállítási szolgáltatásának irányítását, azzal a megbízatással, hogy megfordítsa az évtizedek óta tartó hanyatlást. Az egy nappal korábban közlekedő 440 vonatból mintegy 184-et megtartott. E vonatok üzemeltetéséhez az Amtrak 300 mozdonyból (elektromos és dízel) és 1190 személykocsiból álló flottát örökölt, amelyek többsége az 1940-1950-es évekből származott. Ezek a kocsik elöregedtek, karbantartásra szorultak, és sok esetben nem voltak kompatibilisek egymással. A vállalat felismerte az egységesítés szükségességét és lehetőségét.
Az 1950-es évek óta nagyon kevés vasúti kocsit építettek az Egyesült Államokban helyközi forgalomra; az utolsó mozdonyvontatású kocsik a Pullman-Standard által 1965-ben a Kansas City Southern Railway számára épített tíz kocsiból álló megrendelés volt. Fontos kivételt képezett a Budd Metroliner elektromos motorvonat. Ez a 61 kocsiból álló flotta 1969-ben kezdte meg működését Washington és New York City között az északkeleti folyosón a Penn Central alatt, és a különböző műszaki problémák ellenére gyorsan elnyerte az utazóközönség tetszését. Az 1970-es évek közepén John H. White Jr. vasúttörténész úgy jellemezte őket, mint "az Amtrak legfényesebb csillagát". 1973-ban a Budd még mindig rendelkezett a Metroliner megrendelésből származó szerszámokkal, ami azt jelentette, hogy bármely új, ebből a konstrukcióból származó megrendelés gyártása szinte azonnal megkezdődhetett.